# Saint-Jean-sur-Erve
Saint-Jean-sur-Erve korábbi község Franciaország Loire mente régiójában, Maine-et-Loire megyében. 2017. január 1-jén Blandouet korábbi községgel egyesült és Blandouet-Saint Jean új község része lett.
Lakosainak száma 395 fő (2018. január 1.). Saint-Jean-sur-Erve Chammes, Blandouet, Saint-Denis-d’Orques, Thorigné-en-Charnie, Saint-Pierre-sur-Erve, Vaiges és Sainte-Suzanne-et-Chammes községekkel határos.

## Népesség
A település népessége az elmúlt években az alábbi módon változott:
| Lakosok száma | 452  | 438  | 636  | 417  | 395  |
|               | 2013 | 2015 | 2016 | 2017 | 2018 |